# Касьян-Беттимете
Касьян-Беттимете (якут. Касьян-Бэттимэтэ) — небольшой остров в Оленёкском заливе моря Лаптевых.
Территориально относится к Якутии, Россия. Расположен в центре залива, в дельте реки Оленёк. Находится между проливом Кёрсюсе-Тёбюлеге на юго-востоке и островом Хобуох-Арыта на западе. Остров имеет удлинённую форму, простирается с северо-запада на юго-восток и юг. Покрыт песками, имеет небольшое озеро. На севере окружён отмелями.